# Вяндра
Вя́ндра (ест. Vändra alevvald) — містечко (ест. alev) в Естонії зі статусом волості (ест. vald), адміністративна одиниця повіту Пярнумаа.

## Географічні дані
Площа — 3,2 км2, чисельність населення на 1 січня 2015 року становила 2217 осіб.
Містечко Вяндра оточено землями волості Вяндра (ест. Vändra vald), але до складу самої волості не входить.

## Історія
У 1993 році Вяндра отримала статус волості.

## Персоналії
- Ріхард Саалісте — партизан естонського руху опору проти СРСР, командир «Ліги збройного опору (RVL)». Загинув поблизу містечка.